# Иснад
Иснад (араб. إسناد‎), в хадисоведении — совокупность ссылок на рассказчиков в сборниках хадисов пророка Мухаммада . Иснад является важной особенностью мусульманской системы обучения. На протяжении веков принципом иснада мусульмане пользовались при передачи знаний от учителя к ученику.

## Этимология
В арабском языке слово иснад используется в таких значениях, как:
1. Возведение высказывания к тому, кто его произнёс, отнесение к нему;
2. Подпирание под что-то для использования его в качестве опоры.

В терминологии это слово имеет следующие значения:
1. Оказание другому (например, больному) помощи опереться на что-либо и т. п.; подпирание чем-либо спины;
2. То, что приводят в обоснование судебного иска;
3. Приноравливание, приурочивание;
4. Путь восходящий к тексту хадиса[1].

## История
Обычай сопровождать рассказ перечислением передатчиков восходит к доисламской традиции; рассказы о военных походах древние арабы сопровождали рецитацией генеалогии знатного араба, о котором вёлся рассказ, от дней его жизни до того времени, когда слушатели внимают рассказу. Для определения достоверности включенных в иснад индивидов ученые разработали детальные биографические словари. Примерами справочников могут служить труд Китаб ат-табакат ал-кубра Ибн Са’да аль-Багдади и Китаб ад-ду’афа ан-Наса’и.
При помощи иснада в мусульманских трактатах вводятся сообщения какого-либо авторитетного лица. Например: «Рассказал мне такой-то со слов такого-то, что такой-то сказал, что такой-то слышал, как пророк Мухаммед да благословит Аллах его и да приветствует сказал…». Для подтверждения авторитетности переданного сообщения необходимо подтвердить авторитетность каждого передатчика, находящегося в цепочке передатчиков. Для этого исламские ученые-богословы старательно изучали биографии передатчиков хадисов. Для выявления непрерывности цепи передатчиков выяснялись имена передатчиков, устанавливались годы их жизни и вероятность их личной встречи и обмена преданиями. Передатчики проверялись по моральным, по религиозным, и умственным качествам.
Иснад играет большую роль в суфизме, где авторитет суфийского шейха во многом зависит от наличия у него достоверного иснада (сильсиля).

## Цитаты
- Ибн аль-Мубарак сказал: «Иснад относится к религии. Если бы не иснад, каждый бы говорил, что хотел»[3].
- Ибн Сирин сказал: «Раньше не спрашивали об иснаде. Когда же возникла смута, стали говорить: „Назовите нам имена своих передатчиков“, — и смотрели, если это были приверженцы Сунны, то принимали их хадис, а если это были приверженцы нововведений, то не принимали».
- Аш-Шафи’и сказал: «Кто требует хадис без иснада подобен тому, кто собирает дрова ночью. Он и не заметит, как в его вязке среди дров окажется змея»[1].